# Myrmarachne luachimo
Myrmarachne luachimo là một loài nhện trong họ Salticidae.
Loài này thuộc chi Myrmarachne. Myrmarachne luachimo được Fred R. Wanless miêu tả năm 1978.